# Jan Křtitel Josef Zauschner
Jan Křtitel Josef Zauschner (německy Johann Baptist/a Joseph Zauschner, 1737 – 1799) byl český botanik, profesor a lékař působící v Praze. V roce 1795 byl zvolen rektorem Univerzity Karlovy.

## Život
Po studiích přírodních věd na pražské univerzitě se v roce 1775 stal profesorem na lékařské fakultě. Zde přednášel zoologii a mineralogii a v roce 1793 se stal děkanem fakulty.
V roce 1768 vydal disertační práci s názvem „De sale a mineralogis haud descripto etc.“, v níž popisuje bádání Josefa Petra Mladoty na poli solných výkvětů na břidlicích v Brusce v Praze na Hradčanech a zabývá se jejich léčivými účinky.
Po založení kabinetu přírodnin Karlo-Ferdinandovy univerzity v budově Klementina v roce 1775, prvním toho druhu v rakouské monarchii, se stal jeho první správcem a v roce 1786 vydal latinský soupis položek pod názvem Museum naturae Pragense. Jeho nástupcem v této funkce se později stal prof. Josef Mayer, objevitel vltavínů.
Zauschner působil také jako lékař, svou soukromou praxi provozoval do roku 1792.
V roce 1794/1795 byl zvolen rektorem Karlovy univerzity
Prof. Jan Křtitel Josef Zauschner zemřel v Praze roku 1799.

### Popsané rostliny

#### Eponyma
Rod
- Zauschneria (vrbovka) C.Presl 1831 z čeledi Onagraceae/pupalkovité. Poddruhy:
  - Zauschneria latifolia (Greene)
  - Zauschneria microphylla (Moxley)
  - Zauschneria californica (Presl)

Druh
- (Hyacinthaceae) Ornithogalum (snědek) zauschneri Pohl [4]

- Ioannis Baptistae Iosephi Zauschner, aa. ll. philos. et medicinæ doctoris, Dissertatio de elementis et viribus medicis trium aquarum mineralium Teplensium publice in universitate Pragena ab autore defensa.